# Bianca Caruso
Bianca Caruso (Roma, 25 maggio 1996) è una velista italiana.
Insieme a Elena Berta ha vinto la medaglia di bronzo ai Mondiali 2021. È stata ufficialmente selezionata il 19 marzo 2021 dalla Federazione Italiana Vela (FIV) per gareggiare alle Olimpiadi di Tokyo.